# Wilbert Salas Rodríguez
Wilbert José Salas Rodríguez fue un catedrático y político peruano. 
En 1936, Salas viajó voluntariamente a España para participar activamente en la Guerra civil española por el bando republicano como parte de las Brigadas Internacionales.
Fue elegido diputado por el departamento del Cusco en 1956 con 1121 votos en las Elecciones de 1956 en los que salió elegido por segunda vez Manuel Prado Ugarteche.